# Епархия Гизо
 Епархия Гизо (лат. Dioecesis Ghizotana) — епархия Римско-католической церкви c центром в городе Гизо, Соломоновы Острова. Епархия Гизо входит в митрополию Хониары. Кафедральным собором епархии Гизо является собор святого Петра.

## История
11 июня 1959 года Римский папа Иоанн XXIII выпустил буллу Christi regnum, которой учредил апостольский викариат Западных Соломоновых островов, выделив его из апостольского викариата Северных Соломоновых островов (сегодня — Епархия Бугенвиля) и Южных Соломоновых островов (сегодня — Архиепархия Хониары).
15 ноября 1966 года Римский папа Павел VI издал буллу Laeta incrementa, которой преобразовал апостольский викариат Западных Соломоновых островов в епархию Гизо.

## Ординарии епархии
- епископ  Eusebius John Crawford (1.03.1960 — 3.02.1995);
- епископ Bernard Cyril O’Grady (3.02.1995 — 5.06.2007);
- епископ Luciano Capelli (5.06.2007 — по настоящее время).

## Источник
- Annuario Pontificio, Libreria Editrice Vaticana, Città del Vaticano, 2003, ISBN 88-209-7422-3
- Булла Christi regnum, AAS 51 (1959), стр. 888  (лат.)
- Булла Laeta incrementa  (лат.)